# Ambrosio Alfinger
Ambrosio Alfinger o Ambrosio de Alfínger o bien en alemán Ambrose von Alfinger, también como Ehinger, Dalfinger o Thalfinger (Thalfingen bei Ulm, 1500 - Chitacomar del territorio de los chitareros, actual Chinácota, 31 de mayo de 1533) fue un explorador y conquistador alemán de territorios septentrionales de la Sudamérica española, al servicio del emperador Carlos V, siendo aquellos territorios correspondientes a las actuales Venezuela y Colombia. Fue nombrado segundo gobernador de la provincia de Venezuela desde 1529 hasta 1531 y como tal fundaría la primera Maracaibo con título de villa, el 8 de septiembre del primer año de mandato y que duraría hasta 1535.

## Biografía

### Origen familiar y primeros años
Ambrosio Alfinger nació en el año 1500 en Thalfingen bei Ulm (Elchingen), al sur de Alemania, entonces parte del Sacro Imperio Romano Germánico.
Puesto que tras el matrimonio de Juana I de Castilla y Felipe I de Habsburgo la dinastía austríaca que reinaba en el Imperio pasó a ocupar también el trono de España, muchos comerciantes, militares y nobles alemanes terminaron manteniendo lazos estrechos con la Corona española, ostentada a partir de 1516 por Carlos I de España, el hijo de Felipe "el Hermoso".
La familia Ehinger, castellanizada como Alfinger, se había asociado en 1517 con la poderosa familia banquera de los Welser de Augsburgo, cuya cabeza era el príncipe Bartolomé Welser.
Las estrechas relaciones de los Ehinger con los Welser llevaron a Ambrosio a vincularse a España desde joven, cuando fue enviado por los Welser como factor de la casa de Sevilla. Llevando una polít

Siguiendo la política activa en materia de descubrimientos, el rey Carlos I permitió que la Casa Welser explorara el territorio de la actual Venezuela, puesto que la Corona tenía deudas pendientes con dicha familia banquera.

### Viaje a la América española
Alfinger viajó a Centroamérica, radicándose en la isla de La Española en 1526 como representante comercial de los Welser y, por la firma del acuerdo en 1528 entre su hermano Enrique Alfinger con Carlos I para poblar algunas regiones de lo que sería Tierra Firme, pasó a Sudamérica.

### Gobernador de la provincia de Venezuela
Ambrosio embarcó en La Española con dirección hacia el sur, tras obtener el cargo de segundo gobernador y capitán general de la recién creada provincia de Venezuela, a donde llegó en marzo de 1529.
Se instaló en Santa Ana de Coro, única posesión española en más de 2000 km de costa venezolana, donde no vivía ninguna población considerable de nativos. La escasa mano de obra lo hizo dudar en su intención de internarse en el continente, pero los rumores sobre El Dorado y sus fabulosas riquezas le impulsan al fin a abandonar la ciudad, acompañado de 200 alemanes y españoles, así como de cerca de 1000 esclavos. 
Su recorrido lo llevó a fundar el 8 de septiembre de 1529 la villa de Maracaibo (algunos historiadores cuestionan que Alfinger haya sido el fundador de Maracaibo y alegan que para este, no fue más que un campamento de paso), con dicho título por no constituir un cabildo que le confiriera carácter de ciudad, o bien Neu-Nürnberg —la primera fundación de la ciudad de Maracaibo— según figura en los documentos alemanes de los Welser, y a explorar el lago homónimo en el transcurso de ese año. Dicha población tuvo apenas 30 vecinos y muy poca actividad comercial, por lo que seis años después el conquistador alemán Nicolás Federmann ordenaría trasladarla a la península de la Guajira, con el nombre de «Nuestra Señora Santa María de los Remedios del Cabo de la Vela» (en la actual Colombia).

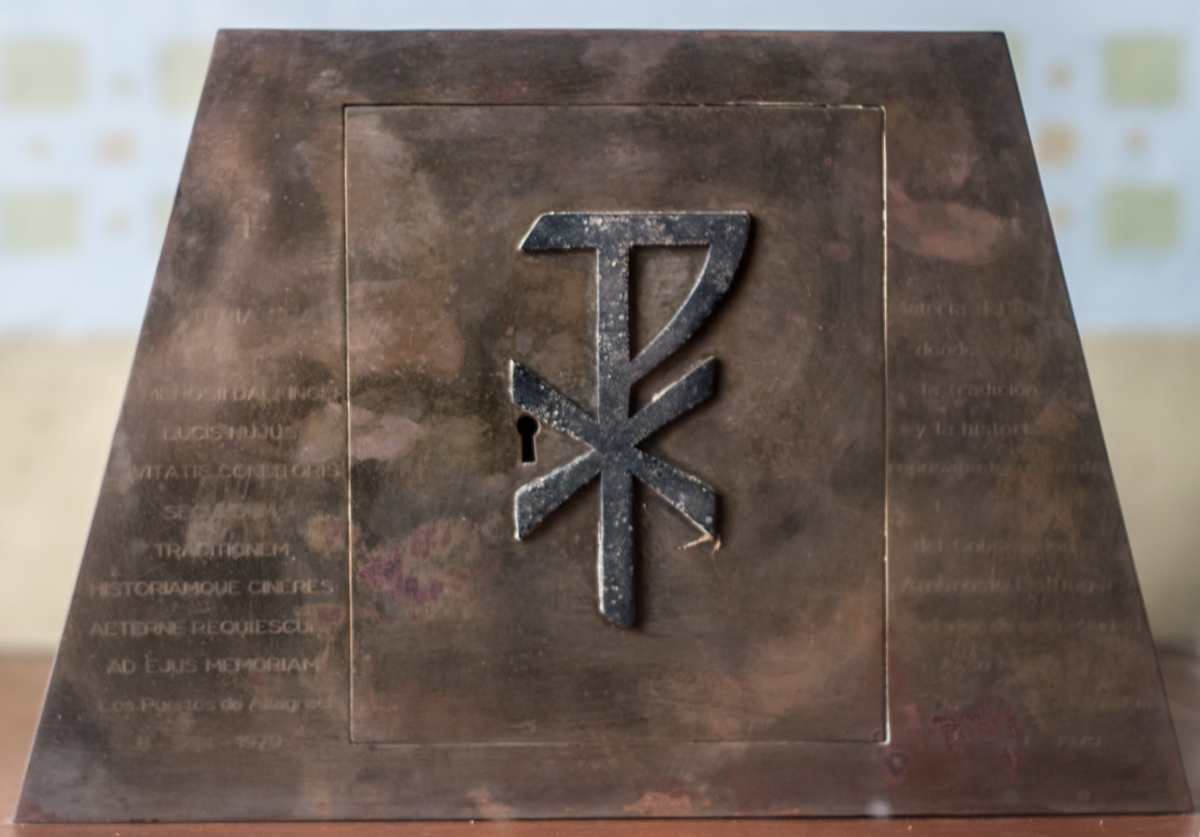
Caja metálica en donde la Fundación Luxburg-Carolath asegura haber guardado los restos de Ambrosio Alfinger, hecho discutido por la Academia de Historia del Estado Zulia.

En 1530 se convirtió en el primer conquistador en llegar a las tierras septentrionales sudamericanas de lo que actualmente son los departamentos de Cesar y Norte de Santander (en Colombia). Invadió el valle de Upar, encontrando bastante resistencia indígena, y llegó hasta la sabana de Los Caracoles, donde hoy se asienta Bucaramanga, a finales de 1532.
La travesía fue penosa, muriendo cientos de los miembros de la expedición, que le llevó hasta el río Magdalena. Sin embargo, Alfinger logró reunir un botín de relativo valor, lo que sumado a la hostilidad de los nativos, le hizo emprender el camino de vuelta a Santa Ana de Coro para salvaguardar lo recolectado. Pero nunca regresó a la ciudad.
Su expedición conquistadora y no colonizadora —a pesar del contrato de los Welser con la Corona, que estipulaba la fundación de nuevas ciudades y centros militares— tuvo la motivación de dicha familia de banqueros, y por lo tanto, la de comerciar y acopiar riquezas.

### Fallecimiento
Ambrosio Alfinger murió alrededor del 31 de mayo de 1533 en las cercanías del actual municipio de Chinácota, ubicado entre Pamplona y Cúcuta, en Colombia. Fue emboscado por un grupo de indios de la etnia chitarera mientras se alejaba del campamento con su maestre de campo Esteban Martín. El lugar del ataque es conocido por la tradición local como "Boca del Callejón", aunque aún no se ha logrado precisar exactamente dónde quedaba. Tras cuatro días de agonía causada por una flecha envenenada que le había atravesado la garganta, falleció en algún lugar próximo, siendo enterrado bajo un frondoso árbol junto a un epitafio escrito en la corteza, cuyo sitio nunca fue descubierto, por lo cual los restos no han sido encontrados hasta el momento. En 2021, la Fundación Luxburg-Carolath realizó un evento, donde dijeron haber trasladado los restos de Alfinger desde Chinácota para darles sepultura en el cementerio El Cuadrado Luxburg-Carolath en la ciudad de Maracaibo, Estado Zulia de la República Bolivariana de Venezuela. Sin embargo, la Academia de Historia del Estado Zulia publicó un comunicado en el cual rechazaba que este evento tuviera un carácter histórico y lo calificó de meramente simbólico, ya que los restos del Gobernador nunca han sido encontrados.